# Kotaku

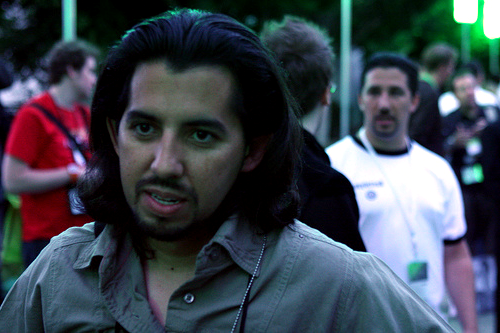
Kotakus grundare Brian Crecente

Kotaku är en kommersiell datorspelsinriktad blogg som grundades oktober 2004 av Brian Crecente och ägs av Gawker Media. Bloggens namn är ett teleskopord av "ko-" (kort) och "otaku".